# Werner Maihofer
Werner Maihofer, né le 20 octobre 1918 à Constance et mort le 6 octobre 2009 à Bad Homburg vor der Höhe, est un juriste, philosophe et homme politique allemand. Il était membre du Parti libéral-démocrate (FDP).
Figure du courant social-libéral au sein du FDP, il participe en 1971 à la rédaction des « thèses de Fribourg », qui placent cette idéologie au cœur du programme du parti, aux côtés de Walter Scheel. En 1972, il est nommé ministre fédéral avec attributions spéciales auprès du vice-chancelier dans la coalition sociale-libérale de Willy Brandt. À la suite de la démission de celui-ci deux ans plus tard et son remplacement par Helmut Schmidt, il devient ministre fédéral de l'Intérieur. Il démissionne en 1978, après avoir appris que les services secrets fédéraux avaient orchestré l'espionnage illégal d'un industriel soupçonné de fournir des renseignements à la Fraction armée rouge (RAF). De 1994 à 1996, il participe à la commission du programme du FDP, qui aboutit à un texte adopté en 1997 au congrès fédéral de Wiesbaden et qui constitue aujourd'hui encore le programme politique du parti.

## Biographie

### Formation
Patineur de vitesse dans sa jeunesse, il participe en 1936 aux Jeux olympiques d'hiver. Il passe son Abitur l'année suivante, puis accomplit son Reichsarbeitsdienst et son service militaire jusqu'en 1945.
À la suite de la Seconde Guerre mondiale, il intègre l'université de Fribourg-en-Brisgau, où il étudie le droit à partir de 1946. Il achève ses études supérieures quatre ans plus tard en obtenant un doctorat, et décroche en 1953 son habilitation à diriger des recherches.

### Carrière
Il devient professeur des universités de philosophie du droit, philosophie sociale, droit pénal et procédure pénale à l'université de la Sarre en 1955, avant d'être élu recteur de l'université en 1967. Il quitte cet établissement deux ans plus tard, et rejoint en 1970 l'université de Bielefeld, où il occupe la chaire de droit pénal, procédure pénale, sociologie du droit, théorie du droit, philosophie du droit et philosophie sociale jusqu'en 1972.
En 1982, il est élu président de l'Institut universitaire européen de Florence et occupe ce poste pendant six ans.

### Éléments personnels
Werner Maihofer a tout d'abord vécu à Bad Homburg, puis a déménagé à Überlingen, sur les bords du lac de Constance. Enterré à Francfort-sur-le-Main, il est un amateur de musique et jouait du violon.

## Vie politique

### Parcours au sein du FDP

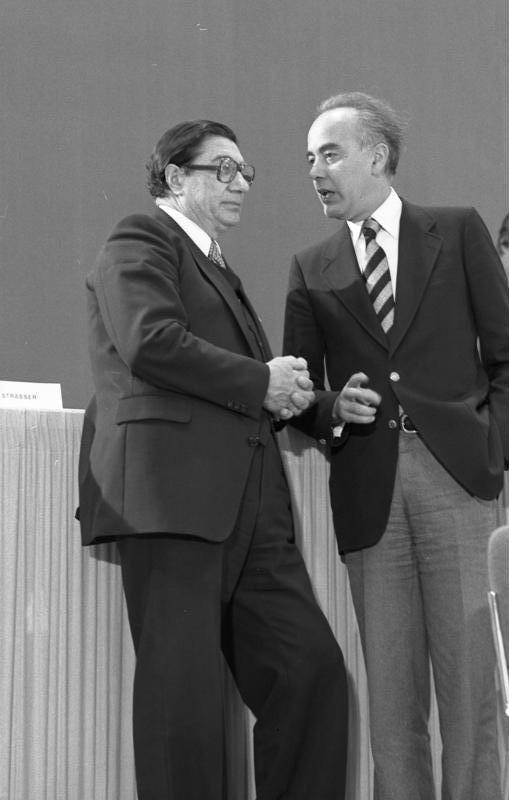
Werner Maihoffer et Hans Friderichs en 1977, au congrès du FDP à Kiel.

Il adhère au Parti libéral-démocrate (FDP) en 1969, et préside en 1970 la commission programmatique, où siège Walter Scheel et dont les travaux aboutissent en 1971 à l'adoption d'un nouveau programme politique, qui met l'accent sur le social-libéralisme, lors du congrès fédéral de Fribourg-en-Brisgau. C'est pour cette raison que ce programme porte le surnom de « thèses de Fribourg ».
Membre de « l'aile gauche » du parti, qui insiste plus sur les libertés individuelles que sur le libéralisme économique, il appartient à la présidence fédérale de 1970 à 1978. En 1994, il est désigné membre de la commission programmatique présidée par le secrétaire général, Guido Westerwelle, et y siège durant ses deux ans de travail, qui mènent à l'adoption en 1997 d'un nouveau programme, dit « de Wiesbaden » en référence au lieu de réunion du congrès fédéral.

### Activités institutionnelles
Il est élu député fédéral de Rhénanie-du-Nord-Westphalie au Bundestag lors des législatives anticipées du 19 novembre 1972, et devient le 15 décembre suivant ministre fédéral avec attributions spéciales délégué auprès du vice-chancelier, en l'occurrence le ministre fédéral des Affaires étrangères Walter Scheel.
À la suite de la démission du chancelier fédéral Willy Brandt le 7 mai 1974 et l'élection, huit jours plus tard, de Scheel au poste de président fédéral, Helmut Schmidt prend la tête du gouvernement le 16 mai et Werner Maihofer est désigné ministre fédéral de l'Intérieur en remplacement d'Hans-Dietrich Genscher, parti aux Affaires étrangères.

### La démission du ministère de l'Intérieur
Il renonce à ses fonctions le 8 juin 1978, endossant la responsabilité de « l'affaire Traube » : en 1977, le magazine Der Spiegel révèle que l'Office fédéral de protection de la constitution (BfV), le service fédéral de renseignement intérieur placé sous l'autorité du ministère fédéral de l'Intérieur, a procédé à la pose de micros au domicile de Klaus Traube, un industriel du nucléaire soupçonné de fournir des renseignements à la Fraction armée rouge (RAF).
Il ne se représente pas aux élections législatives de 1980 et quitte la vie politique.

## Sources
- (de) Cet article est partiellement ou en totalité issu de l’article de Wikipédia en allemand intitulé « Werner Maihofer » (voir la liste des auteurs).